# Coll de la Gallina
Coll de la Gallina är ett bergspass i Andorra. Det ligger i parroquian Sant Julià de Lòria, i den sydvästra delen av landet. Coll de la Gallina ligger 1 922 meter över havet. En serpentinväg går över passet.
Den högsta punkten i närheten är Bony de Caubera, 2 047 meter över havet, 1,0 kilometer nordväst om Coll de la Gallina. 
I trakten runt Coll de la Gallina växer i huvudsak barrskog.